# باراسيلسيانية

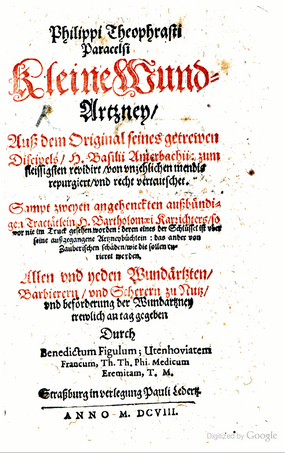
عنوان صفحة لبينديكتوس فيجلوس طبعة 1608 من كلاين ووند-أرتزني، ااستنادًا إلى ملاحظات المحاضرة التي كتبها باسيليوس أميرباخ الأكبر (1488-1535) من المحاضرات التي ألقاها باراسيلسوس أثناء إقامته في بازل (1527).

الباراسيلسيانية، كانت الباراسيلسيانية حركة طبية حديثة مبكرة تعتمد على نظريات وعلاجات باراسيلسوس. تطورت في النصف الثاني من القرن السادس عشر، خلال العقود التي تلت وفاة باراسيلسوس في عام 1541، وازدهرت خلال النصف الأول من القرن السابع عشر، وتمثل أحد البدائل الأكثر شمولاً للطب المكتسب، وهو النظام التقليدي للعلاجات المستمدة من علم وظائف الأعضاء لجالينوس.
واستنادا إلى المبدأ القديم آنذاك في الحفاظ على الانسجام بين العالم الصغير والكون الكبير، تراجعت الباراسيلزيانية بسرعة في أواخر القرن السابع عشر، ولكنها تركت بصماتها على الممارسات الطبية. كانت مسؤولة عن الإدخال الواسع للعلاجات المعدنية والعديد من تقنيات كيمياء حيوية الأخرى.

## سباغيريك
سباغيريك، أو سباجيريا، هو أسلوب طوره باراسيلسوس وأتباعه والتي كان يُعتقد أنها تعمل على تحسين فعالية الأدوية الموجودة عن طريق فصلها إلى عناصرها الأولية (تريا بريما: الكبريت ، الزئبق ، والملح) ثم إعادة دمجها مرة أخرى. رأى أطباء باراسيلس أنه من خلال هذه الطريقة تم فصل المكونات المفيدة طبيًا للمركب (ثلاثية بريما المنقى) عن المكونات الضارة والسامة، وتحويل بعض السموم إلى أدوية. [بحاجة لمصدر]
تضمن هذا الإجراء التخمير والتقطير واستخراج المكونات المعدنية من رماد النبات. وكانت هذه العمليات مستخدمة في خيمياء القرون الوسطى بشكل عام لفصل وتنقية المعادن من الخامات (انظر: التكليس)، والأملاح من المحاليل الملحية وغيرها من المحاليل المائية.[بحاجة لمصدر]

### أصل الكلمة
في الأصل صاغها باراسيلسوس، تأتي الكلمة من اليونانية القديمة σπάω سباو ('لفصل، لسحب') و ἀγείρω Ageiro ('الجمع'، 'لإعادة الجمع'، 'لجمع'). في الاستخدام الأصلي، كانت كلمة سباغيريك تستخدم بشكل شائع مرادفاً لكلمة الكيمياء، ومع ذلك، في الآونة الأخيرة تم اعتمادها غالبًا من قبل منظري الطب البديل وتقنيات مختلفة من الطب الكلي.

## وصف الكتب